# آلفرد والتر استوارت
آلفرد والتر استوارت (انگلیسی: Alfred Walter Stewart; ۱ سپتامبر ۱۸۸۰ – ۱ ژوئیهٔ ۱۹۴۷) شیمی‌دان، نویسنده، و استاد دانشگاه اهل بریتانیا بود.